# Liste der Flughäfen in Syrien

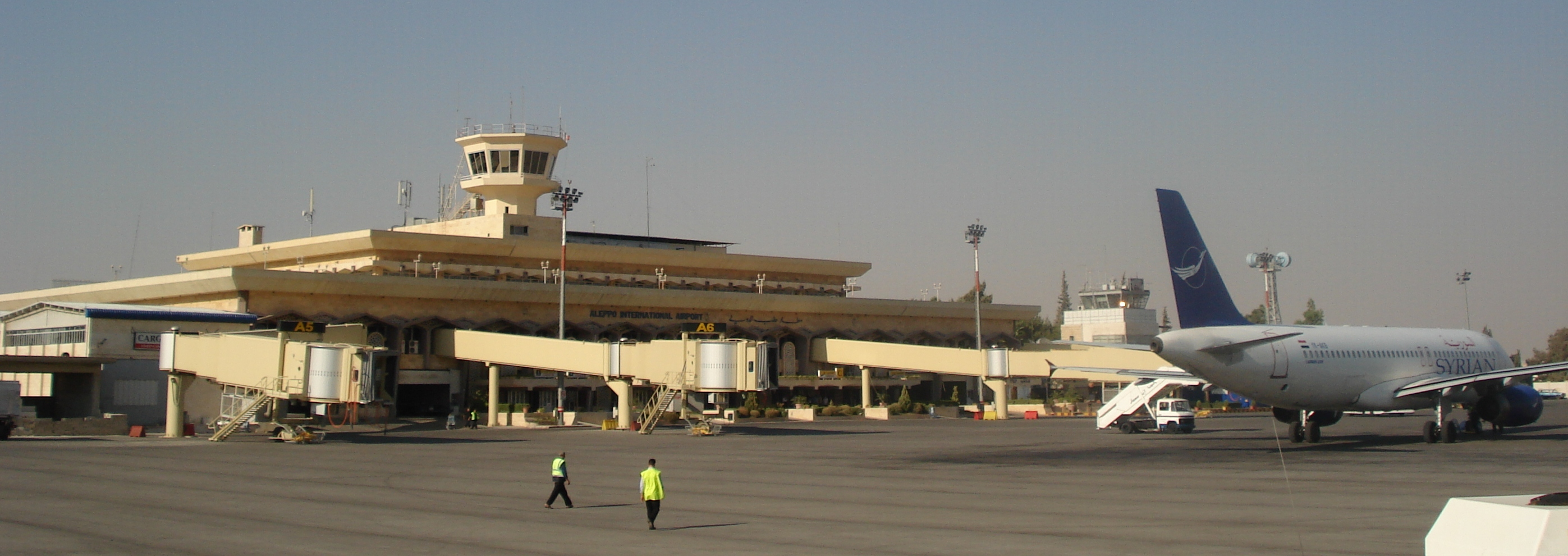
Flughafen Aleppo

Die Liste der Flughäfen in Syrien enthält die wichtigsten Flughäfen in Syrien.
Zu den sechs wichtigsten Flughäfen werden jeweils die Kenndaten IATA-Code, ICAO-Code, die Nutzung, die Anzahl und Art der Start- und Landebahnen und die Höhe über dem Meeresspiegel in Meter angegeben.

## Erklärung

Übersichtskarte syrischer Flug- und Helikopterlandeplätze

- Name des Flughafens: Nennt den Namen des Flughafens sowie eventuelle Zusatzbezeichnungen.
- Stadt: Nennt die Stadt, wo sich der Flughafen befindet.
- ICAO-Code: Der ICAO-Code wird von der International Civil Aviation Organization vergeben und besteht aus einer eindeutigen Kombination aus vier lateinischen Buchstaben. Hierbei steht OS für Syrien.
- IATA-Code: Der Code besteht aus einer Kombination von jeweils drei lateinischen Buchstaben und dient zu einer eindeutigen Kennzeichnung der einzelnen Verkehrsflughäfen. Der IATA-Code wird von der International Air Transport Association (IATA) vergeben.
- Nutzung: Gibt an, wofür der Flughafen benutzt wird.[1][2]
- R: R steht für runway. Nennt die Zahl und die Art der Start- und Landebahnen des Flughafens.[1][2]
- Höhe in m: Gibt die Höhe über dem Meeresspiegel des Flughafens an.[2]

## Flughäfen in Syrien
| Name des Flughafens                 | Stadt       | ICAO | IATA | Nutzung           | Anzahl R | Art R   | Höhe in m |
| ----------------------------------- | ----------- | ---- | ---- | ----------------- | -------- | ------- | --------- |
| Flughafen Aleppo                    | Aleppo      | OSAP | ALP  | zivil/militärisch | 1        | Asphalt | 389       |
| Flughafen Damaskus                  | Damaskus    | OSDI | DAM  | zivil/militärisch | 2        | Asphalt | 616       |
| Flughafen Deirezzor (Deir Zzor)     | Deir ez-Zor | OSDZ | DEZ  | militärisch/zivil | 1        | Asphalt | 213       |
| Flughafen Latakia (Bassel Al-Assad) | Latakia     | OSLK | LTK  | militärisch/zivil | 1        | Asphalt | 48        |
| Flughafen Qamischli (Kamishly)      | Qamischli   | OSKL | KAC  | militärisch/zivil | 1        | Asphalt | 451       |
| Flughafen Palmyra                   | Palmyra     | OSPR | PMS  | militärisch/zivil | 1        | Asphalt | 403       |

Die Wertigkeit ist klar definiert MIL ZIV. Wer zuerst, hat oberste Wertigkeit. OSPR wird zurzeit seitens Syrian Air nicht angeflogen. Der zivile Teil beschränkt sich auf Geschäftscharter wenn vorhanden.